# Habsburg–Estei Ferdinánd Károly Viktor főherceg
Habsburg–Estei Ferdinánd Károly (ismert még mint Ausztria–Estei Ferdinánd Károly főherceg, németül: Erzherzog Ferdinand Karl von Österreich-Este, olaszul: Arciduca Ferdinando Carlo d'Austria-Este; Modena, 1821. július 20. – Brünn, 1849. december 15.), a Habsburg–Lotaringiai-ház estei ágából származó osztrák főherceg, modenai herceg, IV. Ferenc modenai herceg és Savoyai Mária Beatrix második fia, aki Erzsébet Franciska főhercegnővel kötött házassága révén József nádor veje.

## Élete

### Származása, testvérei

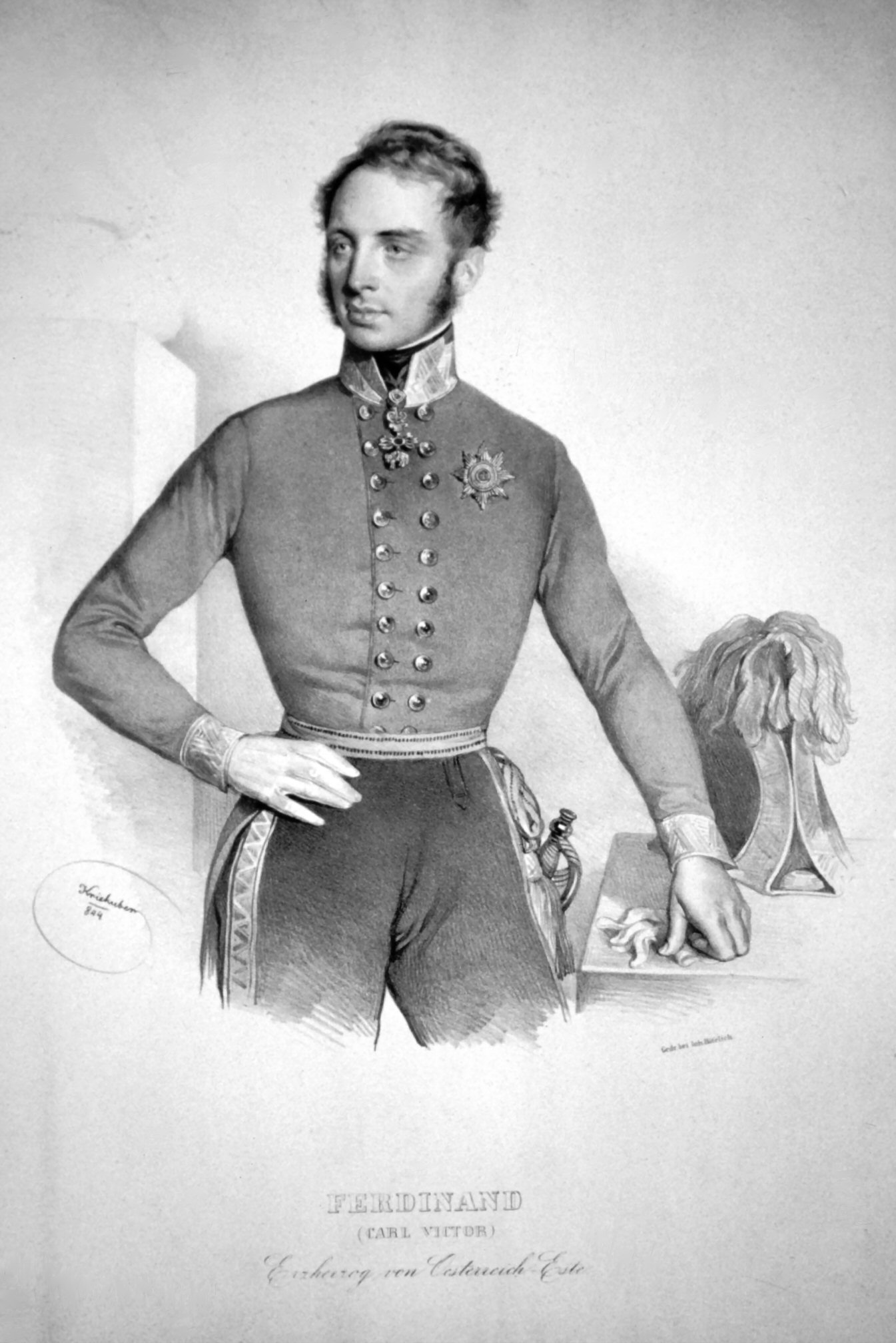
Estei Ferdinánd Károly Viktor főherceg, 1844. (Josef Kriehuber litográfiája)

Ferdinánd Károly Viktor főherceg édesapja IV. Ferenc modenai herceg (1779–1846) volt, Ferdinánd Károly Antal osztrák főhercegnek, Lombardia osztrák helytartójának és Estei Mária Beatrix modenai hercegnőnek fia.
Édesanyja Savoyai Mária Beatrix Viktória szárd királyi hercegnő (1792–1840) volt, I. Viktor Emánuel szárd–piemonti király leánya. Négy gyermekük közül Ferdinánd Károly főherceg volt a legfiatalabb fiú.
- Mária Terézia főhercegnő (1817–1886), aki az utolsó francia Bourbon királyi herceghez, Henri d’Artois-hoz, Chambord grófjához (1820–1883), a későbbi francia trónkövetelőhöz ment feleségül.
- Ferenc Ferdinánd Geminianus főherceg (1819–1875), aki Adelgunda Auguszta Sarolta bajor királyi hercegnőt (1823–1914), I. Lajos bajor király leányát vette feleségül, és V. Ferenc néven Modena uralkodó hercege lett
- Ferdinánd Károly Viktor főherceg (1821–1849).
- Mária Beatrix főhercegnő (1824–1906), aki Juan Carlos de Borbón y Bragança spanyol királyi herceghez, Montizón grófjához (1822–1887), a későbbi karlista trónkövetelőhöz ment feleségül.

### Házassága, utódai
1847. október 4-én Bécs mellett, a schönbrunni kastélyban feleségül vette a 16 éves Erzsébet Franciska Mária főhercegnőt (1831–1903), József Antal János osztrák főhercegnek (1776–1847), Magyarország nádorának, és Mária Dorottya württembergi hercegnőnek (1797–1855) legidősebb leányát. Házasságukból egyetlen leány született:
- Habsburg–Estei Mária Terézia Henrietta főhercegnő (1849-1919), aki 1868-ban feleségül ment Wittelsbach Lajos bajor királyi herceghez (1845–1921), a későbbi III. Lajos királyhoz, Bajorország utolsó uralkodójához.

A 28 éves Ferdinánd Károly főherceg néhány hónappal leányának születése után, házasságának második évében Brünnben elhunyt. A modenai San Vincenzo templom kriptájában temették el.
A 18 évesen megözvegyült Erzsébet Franciska Mária főhercegnő 1854. április 18-án feleségül ment unokatestvéréhez, Habsburg–Tescheni Károly Ferdinánd főherceghez (1818–1874), Károly főhercegnek, az asperni csata győztesének, Teschen első hercegének fiához, Albert főhercegnek, Magyarország katonai kormányzójának öccséhez.